# Hozat (district)
Hozat is een Turks district in de provincie Tunceli en telt 7.823 inwoners (2007). Het district heeft een oppervlakte van 777,1 km². Hoofdplaats is Hozat.

## Bevolking
De bevolkingsontwikkeling van het district is weergegeven in onderstaande tabel.
| De bevolkingsontwikkeling van het district tussen 1965 en 2020 |                  |                  |                  |                  |                  |                  |                  |                  |               |
| District                                                       | Bevolking (1965) | Bevolking (1975) | Bevolking (1985) | Bevolking (1990) | Bevolking (2000) | Bevolking (2010) | Bevolking (2020) | Aantal gemeenten | Aantal dorpen |
| Hozat                                                          | 16.698           | 18.700           | 13.090           | 11.643           | 9.143            | 6.645            | 5.761            | 1                | 28            |
| Tunceli (provincie)                                            | 154.175          | 164.591          | 151.906          | 133.143          | 93.584           | 76.699           | 83.443           | 9                | 364           |

Centrale districtsplaats (İlçe Merkezi): Hozat
Gemeenten (Beldeler): Geen
Dorpen (Köyler):
Akpınar · Alancık · Altınçevre · Balkaynar · Beşelma · Bilekli · Boydaş · Buzlupınar · Çağlarca · Çaytaşı · Çığırlı · Dalören · Dervişcemal · Geçimli · İnköy · Kalecik · Karabakır · Karacaköy · Karaçavuş · Kardelen · Kavuktepe · Koruköy · Kozluca · Kurukaymak · Sarısaltık · Taşıtlı · Türktanır · Uzundal · Yenidoğdu · Yüceldi